# Pen-Pineapple-Apple-Pen
Cette page contient des caractères spéciaux ou non latins. S’ils s’affichent mal (▯, ?, etc.), consultez la page d’aide Unicode.
Pen-Pineapple-Apple-Pen (ペンパイナッポーアッポーペン, Penpainappōappōpen, abrégé en PPAP) est un single japonais produit en 2016 par Piko-Taro, un auteur-compositeur-interprète de fiction créé par le comédien japonais Daimaō Kosaka (de son vrai nom Kazuhito Kosaka).
Consistant en un air obsédant, son clip vidéo a été posté pour la première fois sur YouTube le 25 août 2016 et est depuis lors devenu viral, avec plus de 150 millions de vues et plus de 2 000 000 « j'aime ». La vidéo a été également postée sur Facebook par 9GAG, où elle a été vue plus de 59 millions de fois, aimée plus de 500 000 fois et partagée presque un million de fois. Justin Bieber a partagé le clip sur son compte Twitter avec le commentaire disant que c'était « [sa] vidéo préférée sur Internet. » Ce clip a été qualifié de « nouveau Gangnam Style » par les médias et a figuré dans le Youtube Rewind de 2016.

## Reprise
En avril 2020, pendant la pandémie de Covid-19, Piko-Taro sort une nouvelle version de sa chanson sur YouTube, titrée PPAP-2020. Il remplace les termes « pen », « apple » et « pineapple » par « hand » (« main »), « soap » (« savon ») et « Wash! Wash! Wash! » (« Lave ! Lave ! Lave ! »).